# Parafia św. Mikołaja w Ekuk
Parafia św. Mikołaja – parafia prawosławna w Ekuk. Jedna z 15 parafii tworzących dekanat Dillingham diecezji Alaski Kościoła Prawosławnego w Ameryce.